# Parafia wojskowa św. Rafała Archanioła w Łasku
Parafia wojskowa św. Rafała Archanioła w Łasku znajduje się w Dekanacie Sił Powietrznych Ordynariatu Polowego Wojska Polskiego (do roku 2012 parafia należała do Dekanatu Sił Powietrznych Południe). 
Jej proboszczem od lipca 2019 do czerwca 2023 był ks. kpt. Marek Bolanowski. Od sierpnia 2023 proboszczem parafii jest ks. ppłk Marek Drabik. 
Obsługiwana przez księży diecezjalnych. Erygowana 17 września 1993. Mieści się przy ulicy Zielonej.